# Experimento con un pájaro en una bomba de aire
Experimento con un pájaro en una bomba de aire (en su idioma original, An Experiment on a Bird in the Air Pump) es un óleo sobre lienzo de 1768 realizado por el inglés Joseph Wright de Derby, que forma parte de una serie de escenas iluminadas con velas dispuestas por él mismo durante los años 1760. Es importante señalar que dicha obra se apartó de previas convenciones pictóricas, al escenificar un tema científico de una manera reverente, algo que estaba reservado exclusivamente a obras con connotaciones históricas o religiosas. En esa época, su autor se empecinó con la representación artística tanto de la Revolución Industrial como de los avances científicos realizados durante la Ilustración, lo cual se debe a que realizaba sus creaciones principalmente en su ciudad natal, Derby, la cual era uno de los centros de la Revolución industrial. Aunque sus contemporáneos calificaron a sus pinturas como insólitas, su estatus provinciano y temas elegidos hicieron que el estilo nunca fuera ampliamente imitado. El cuadro ha sido propiedad de la National Gallery desde 1863, siendo aún catalogado como una auténtica obra maestra del arte británico.
El lienzo representa a un filósofo natural (precursor del científico moderno) recreando uno de los experimentos con bomba de aire de Robert Boyle, en el que un pájaro se ve privado de oxígeno y es observado por un variado grupo de espectadores; éstos muestran diversas reacciones, pero en la mayor parte de los miembros la curiosidad científica supera a la preocupación por el pájaro. Cabe destacarse que la figura central mira hacia afuera de la pintura como si invitara al espectador a que participe en el acontecimiento.

## Contexto histórico

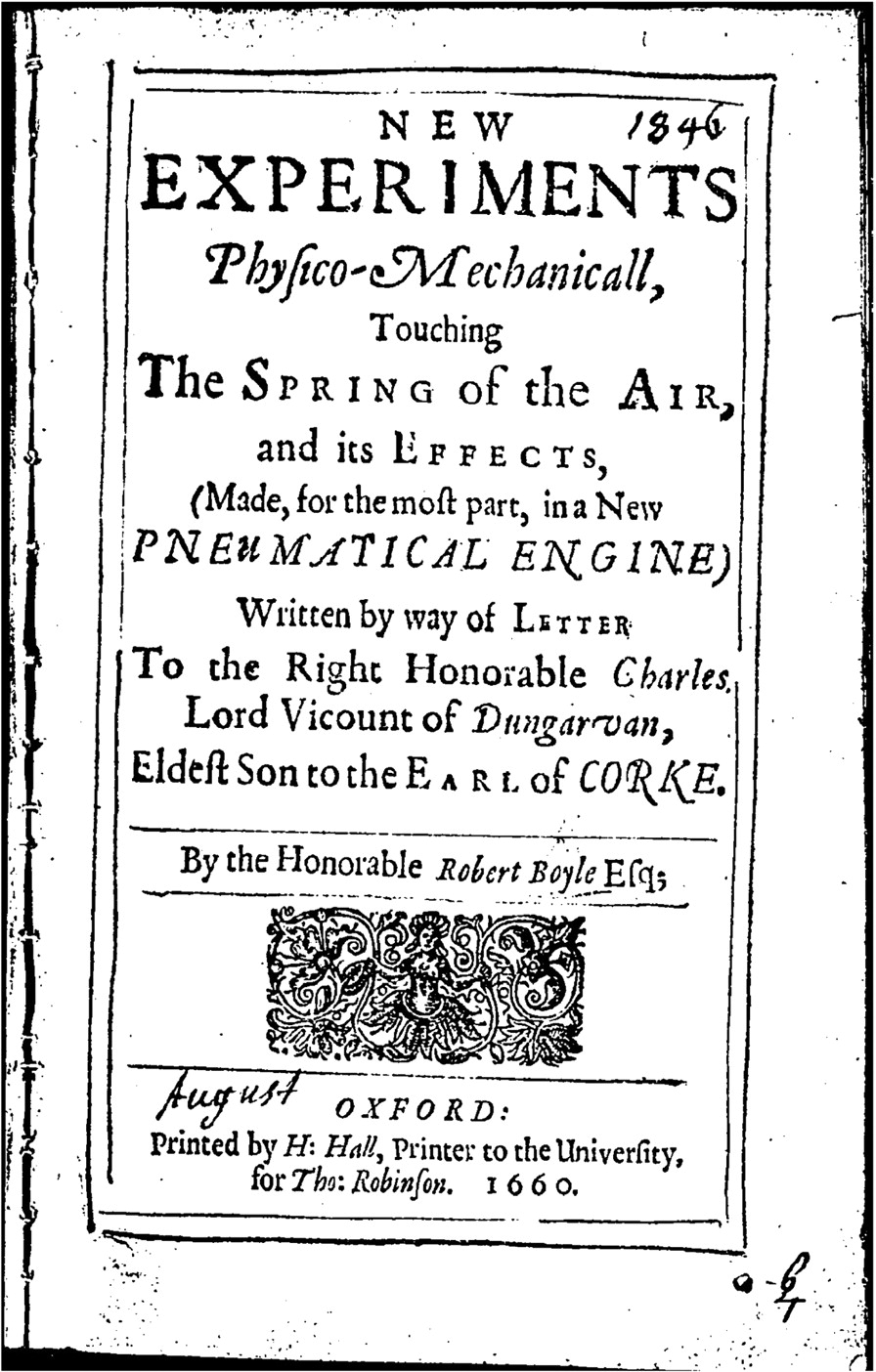
Portada de la obra de Robert Boyle New Experiments de 1660, en la que detalla cómo llevar a cabo este experimento.

En 1659, Robert Boyle encargó la construcción de una bomba de aire, en ese entonces conocida como «pneumatic engine» (máquina neumática), que actualmente se conoce como bomba de vacío. Aunque la bomba de aire había sido inventada por Otto von Guericke en 1650, su coste disuadió a la mayor parte de los científicos contemporáneos de construirla. Boyle, hijo del conde de Cork, no tenía tales preocupaciones, y después de su construcción donó el modelo inicial de 1659 a la Royal Society e hizo que se construyeran otras dos máquinas, con nuevo diseño, para uso personal. Aparte de las tres bombas de Boyle, probablemente no había más que otras cuatro en los años 1660: Christian Huygens tenía una en La Haya, Henry Power debía tener otra en Halifax (West Yorkshire), y puede que hubiese bombas en Christ's College de Cambridge y la Academia Montmor en París. La bomba de Boyle, que fue en gran parte diseñada según sus especificaciones y construida por Robert Hooke, era difícil de manejar; de hecho, las demostraciones únicamente podían llevarse a cabo en presencia de Hooke y, con frecuencia, Boyle dejaba que el primero realizara solo las muestras ante las audiencias, cuya sobrecogedora actitud resultaba equiparable a su habilidad técnica.
A pesar de los obstáculos a la hora de manejar y dar mantenimiento a dichas invenciones, su construcción permitió a Boyle realizar muchos experimentos relacionados con las propiedades del aire, que más tarde detalló en su obra New Experiments Physico-Mechanicall, Touching the Spring of the Air, and its Effects (Made, for the Most Part, in a New Pneumatical Engine), esto es, «Nuevos experimentos físico-mecánicos, en relación con la fuente del aire, y sus efectos (hechos, en su mayor parte, en una nueva máquina neumática)». Ahí, describió con gran detalle los cuarenta y tres experimentos que llevó a cabo, en ocasiones asistido por Hooke, sobre el efecto del aire en varios fenómenos. Boyle comprobó las consecuencias del aire «enrarecido» en la combustión, el magnetismo, el sonido y los barómetros, examinando de igual manera los efectos de la presión atmosférica incrementada sobre varias sustancias. Además, incluyó un par de experimentos hechos en criaturas vivas: en el «Experimento 40» demostró la habilidad de los insectos de volar con una presión atmosférica reducida, mientras que el dramático «Experimento 41» probó que los seres vivos necesitan el aire para poder sobrevivir. En este intento de descubrir la razón del «por qué la respiración es tan necesaria para los animales, de tal forma que la naturaleza los ha equipado con pulmones», Boyle llevó a cabo numerosos intentos durante los cuales colocó numerosos seres, incluyendo pájaros, ratones, anguilas, serpientes y moscas, en el recipiente de vacío, para así estudiar sus reacciones conforme el aire era extraído. Aquí, describe una alondra herida:

[…] durante un tiempo el pájaro aparentó tener suficiente vitalidad; pero ante una mayor extracción de aire, comenzó a manifestar signos de deslucimiento y enfermedad, y muy poco después la dominaron convulsiones tan violentas e irregulares, como es normal observar en las aves de corral, cuando se les retuerce el pescuezo: en el caso del pájaro, éste se arrojó dos o tres veces, y murió con el pecho hacia arriba, la cabeza hacia abajo y el cuello torcido.

Para cuando Wright pintó Experimento con un pájaro en una bomba de aire, en 1768, las bombas de aire ya eran un instrumento científico corriente, y «conferenciantes sobre filosofía natural» –por lo general, más hombres de espectáculo que científicos– realizaban a menudo el «experimento del animal en la bomba de aire» como el número central de su actuación pública. Estas pruebas eran realizadas a menudo en ayuntamientos y algunos otros edificios largos, para cuyo acceso se requería adquirir las entradas correspondientes, mientras que en otras ocasiones eran reservados por sociedades, o simplemente ejecutados en los hogares de la gente adinerada, este último sugerido en las piezas de demostración de Wright. Uno de los conferenciantes más notables y respetables era James Ferguson, un astrónomo escocés y probable conocido de Wright –ambos eran amigos de John Whitehurst–, quien percibió que a menudo se usaba un «lungs-glass» en cuyo interior yacía una pequeña cámara de aire en vez del animal, puesto que usar un ser vivo era «demasiado espantoso para todo espectador que tuviera el mínimo grado de humanidad».

## Cuadro

### Antecedentes

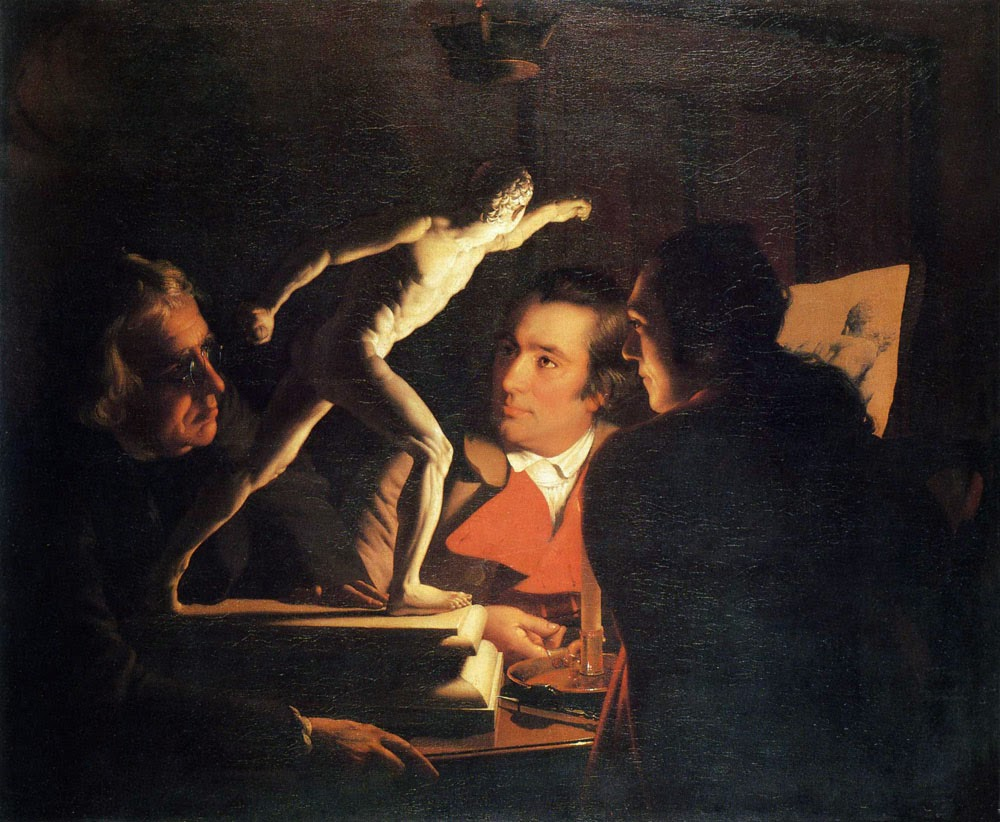
Tres personas viendo el «Gladiador» a la luz de una vela (1765).

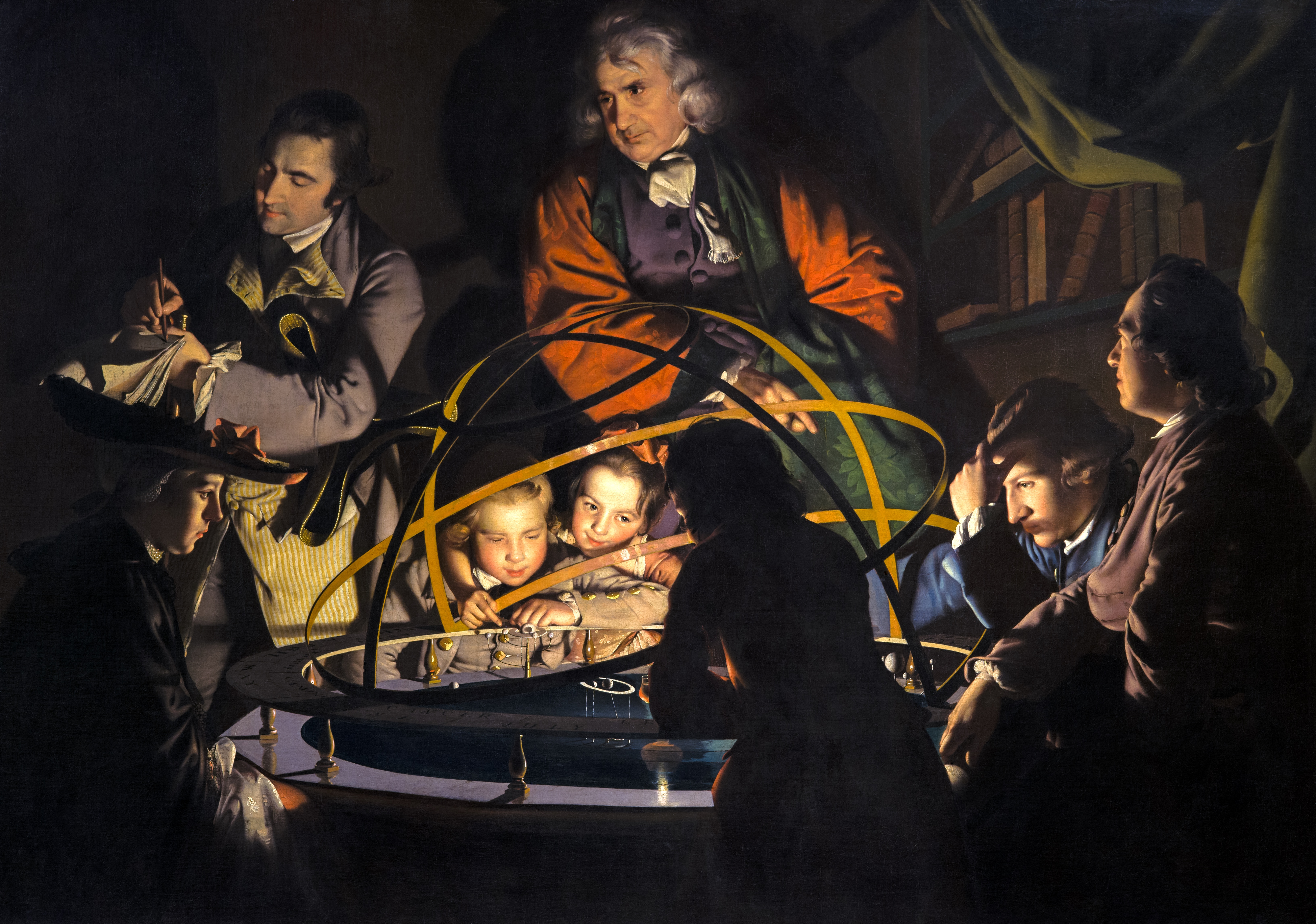
Un filósofo da una lección sobre el planetario de mesa (1768).

En sus inicios como pintor, Wright se concentró en los retratos; para 1762, ya era un completo retratista, y su retrato grupal James Shuttleworth, su esposa e hija, realizado en 1764, es considerado como su primera obra maestra verdadera. Benedict Nicholson sugiere que recibió la influencia de Thomas Frye; en particular por las dieciocho mediatintas de tamaño busto que Frye completó justo antes de su muerte, en 1762. Se cree que, muy probablemente, fueron las imágenes a la luz de la vela de Frye lo que llevó a Wright experimentar con piezas temáticas. El primer intento de Wright, Una joven leyendo una carta a la luz de una vela con un joven mirando por encima de su hombro de 1762 o 1763, es un acercamiento al género, pero poco complicado.
La obra Experimento con un pájaro en una bomba de aire forma parte de una serie de nocturnos a la luz de la vela que produjo entre 1765 y 1768.
A pesar de que existía una larga historia de pinturas con escenas iluminadas por velas en el arte occidental, aún sigue siendo incierto el dato de qué pinturas pudo haber observado Wright para realizar su obra opuesta a los cuadros impresos, debido a que en esas fechas no realizó ningún viaje al extranjero. Nicolson, que realizó estudios tanto de Wright como de otros pintores de este tipo de escenas, entre ellos los caravaggistas holandeses de Utrecht, concibió sus pinturas, de entre las más grandes en el estilo, habían influenciado al primero. No obstante, Judy Egerton se preguntó si pudo haber visto alguna, prefiriendo como influencias los pequeños cuadros del «pintor fino» Godfried Schalcken (1643–1706), cuya reputación era mucho mayor a principios del siglo XVII que en fechas subsecuentes. Éste había trabajado en Inglaterra desde 1692 hasta 1697, y varias de sus pinturas pueden situarse en colecciones inglesas en los tiempos de Wright. Aunque era el principal experto en los que escribían en inglés, Nicolson no sugirió que Wright sabía de los temas religiosos en la narrativa del género de siglo XVII de Georges de La Tour y Trophime Bigot, los cuales, en su seriedad, son los trabajos más cercanos a Wright al ser iluminados solo por velas. The Dutch painters' works and other candlelit scenes by 18th-century English painters such as Henry Morland (father of George) tended instead to exploit the possibilities of semi-darkness for erotic suggestiveness. Some of Wright's own later candlelit scenes were by no means as serious as his first ones, as seen from their titles: Two Boys Fighting Over a Bladder and Two Girls Dressing a Kitten by Candlelight.
La primera de sus obras maestras con luz de vela, Tres personas mirando al «Gladiador» a la luz de la vela, la pintó en 1765, y mostraba a tres hombres estudiando un modelo del «Gladiador Borghese». El Gladiador era muy admirado; pero su siguiente cuadro, Un filósofo impartiendo una conferencia en el planetario, en el que se pone una lámpara en lugar del Sol (normalmente conocido con el nombre abreviado de Un filósofo dando una conferencia en el planetario o El planetario) causó sensación, pues sustituyó el tema clásico como centro de la escena con uno de naturaleza científica. La representación de Wright del asombro que producían los «milagros» científicos marcó una ruptura con tradiciones previas en las que la representación artística de semejantes maravillas estaba reservada a acontecimientos religiosos, ya que para Wright las maravillas de la época tecnológica inspiraban tanto asombro como los temas de las grandes obras religiosas.
Una crítica anónima de la época llamó a Wright «un genio muy grande e infrecuente en una manera muy particular». El planetario fue pintado sin un encargo, probablemente esperando que fuera comprado por Washington Shirley, quinto conde Ferrers, un astrónomo aficionado quien tenía un planetario propio, y con quien se quedaba Peter Pérez Burdett, amigo de Wright, cuando estaba en Derbyshire. Se cree que están representados en el cuadro tanto Burdett como Ferrers, Burdett tomando notas y Ferrers sentado con su hijo cerca del planetario.
Ferrers compró el cuadro por £210, pero el sexto conde lo vendió en subasta, y ahora lo conserva el Museo y Galería de Arte de Derby.

### Detalle
A continuación, en 1768, realizó Experimento con un pájaro en una bomba de aire, contrastando el experimento cargado de emoción con la ordenada escena de El Planetario. El cuadro, que mide 183 por 244 centímetros, muestra a una pequeña cacatúa aleteando con pánico al tiempo que el aire es lentamente sustraído del recipiente de vacío por la bomba. Los testigos muestran diversas emociones: las niñas aparecen asustadas, una de ellas mira con preocupación el destino del pájaro, mientras que la otra está demasiado triste para observar, se tapa los ojos con la mano y es reconfortada por su padre; un caballero mide el tiempo del experimento, desapasionadamente, y a su lado un chico mira con interés; otro caballero, a la derecha del cuadro, muestra una actitud pensativa, mientras que los jóvenes novios de la izquierda del cuadro están ocupados sólo el uno del otro, tan absortos en su asunto amoroso que no atienden al experimenteo. El científico mira directamente fuera del cuadro, como si desafiara al espectador a juzgar si debe continuar la extracción de aire, matando al pájaro, o si el aire debe ser repuesto y la cacatúa salvada. Salvo por parte de las niñas, se muestra muy poca simpatía hacia el pájaro; David Solkin sugiere que los personajes del cuadro muestran la desapasionada indiferencia de la naciente sociedad científica. Los individuos están preocupados uno por el otro: el padre por sus niñas, el joven por la muchacha, pero la angustia de la cacatúa sólo provoca un estudio cuidadoso. A un lado del chico al fondo, la jaula vacía de la cacatúa puede verse sobre la pared, y para enfatizar más el drama no está claro si el chico está bajando la jaula con la polea para permitir que el pájaro vuelva a ella después del experimento o subiendo la jaula otra vez estando seguro de la muerte de su ocupante. También se ha sugerido que podría estar corriendo las cortinas para bloquear la luz de la luna llena. O podría estar retirando las cortinas para dejar entrar la luz de la luna llena.

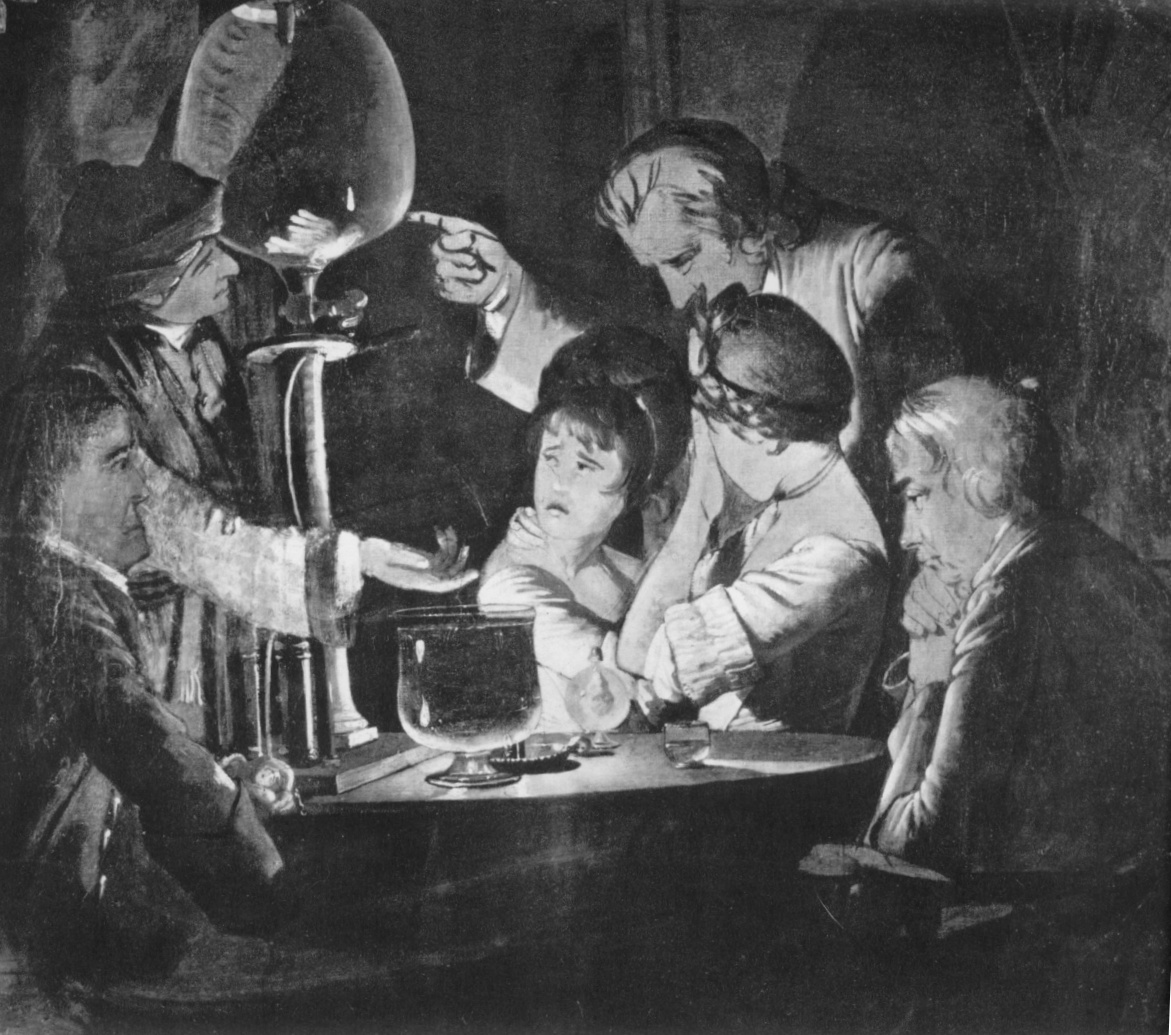
Un estudio previo muestra al científico en una pose más firme. El pájaro aquí era un pájaro cantor común.

Jenny Uglow cree que el niño refleja la figura en el último grabado de William Hogarth Las cuatro etapas de la crueldad al señalar la arrogancia y crueldad potencial del experimento, mientras que David Fraser también ve las similitudes de composición con el público agrupado alrededor de una demostración central. La postura neutral del personaje central y las ambiguas intenciones del niño de la jaula fueron ambas ideas tardías: un primer estudio, descubierto en la parte posterior de un autorretrato, omite al niño y muestra al filósofo de la naturaleza consolando a las niñas. En este esbozo es obvio que el pájaro sobrevivirá, y de esta manera a la composición le falta la fuerza de la versión final.
La cacatúa debía ser rara en aquella época, pues es un pájaro no bien conocido hasta más tarde cuando fue mostrado en las ilustraciones de los viajes del capitán Cook en los años 1770. Antes del viaje de Cook, se habían importado estos pájaros en pequeño número para decorar las casas de ricos empresarios industriales. Wright había pintado una cacatúa en 1762 en casa de William Chase, representándolo tanto en su retrato de Chase y su esposa (El señor y la señora Chase) como en un estudio separado, El Loro. Al seleccionar un pájaro tan raro para este sacrificio científico, Wright no sólo escogió un sujeto más dramático que el lungs-glass, sino que quizás estaba prestando una declaración sobre los valores de la sociedad en la época de la Ilustración.
Sobre la mesa hay otras piezas de equipo que el filósofo de la naturaleza habría usado durante su demostración: un termómetro, un apagavelas y un corcho, y cerca del hombre sentado a la derecha hay un par de hemisferios de Magdeburgo, que podrían haberse usado con la bomba de aire para demostrar la diferencia en presión ejercida por el aire y un vacío: cuando el aire fue sacado de entre los dos hemisferios era imposible separarlos. La bomba de aire en sí está representada con gran detalle, un fiel documento de los diseños usuales en la época. Lo que parece ser un cráneo humano en un gran bol de cristal lleno de líquido no sería una pieza normal en el equipo; William Schupbach sugiere que tanto el cráneo como la vela, que presumiblemente está iluminando el bol desde atrás, forman una vanitas—los dos símbolos de mortalidad reflejarían la lucha de la cacatúa por la vida.

### Estilo

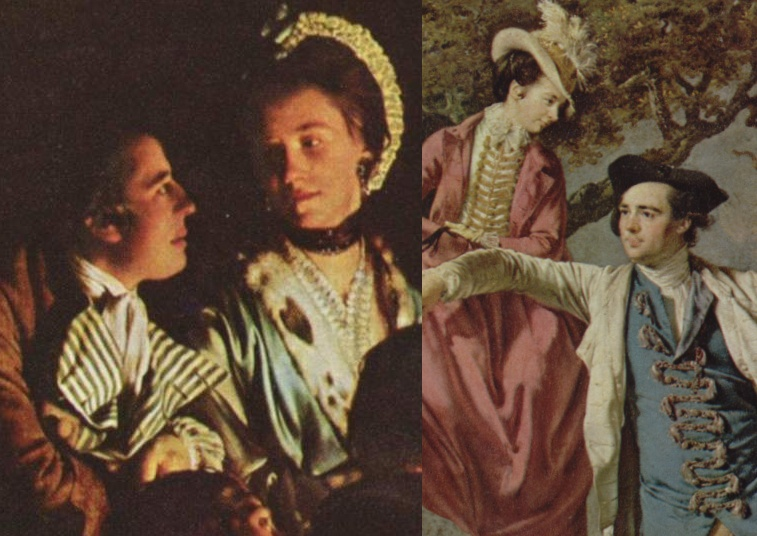
El señor y la señora Thomas Coltman podían haber sido el modelo para los dos amantes.

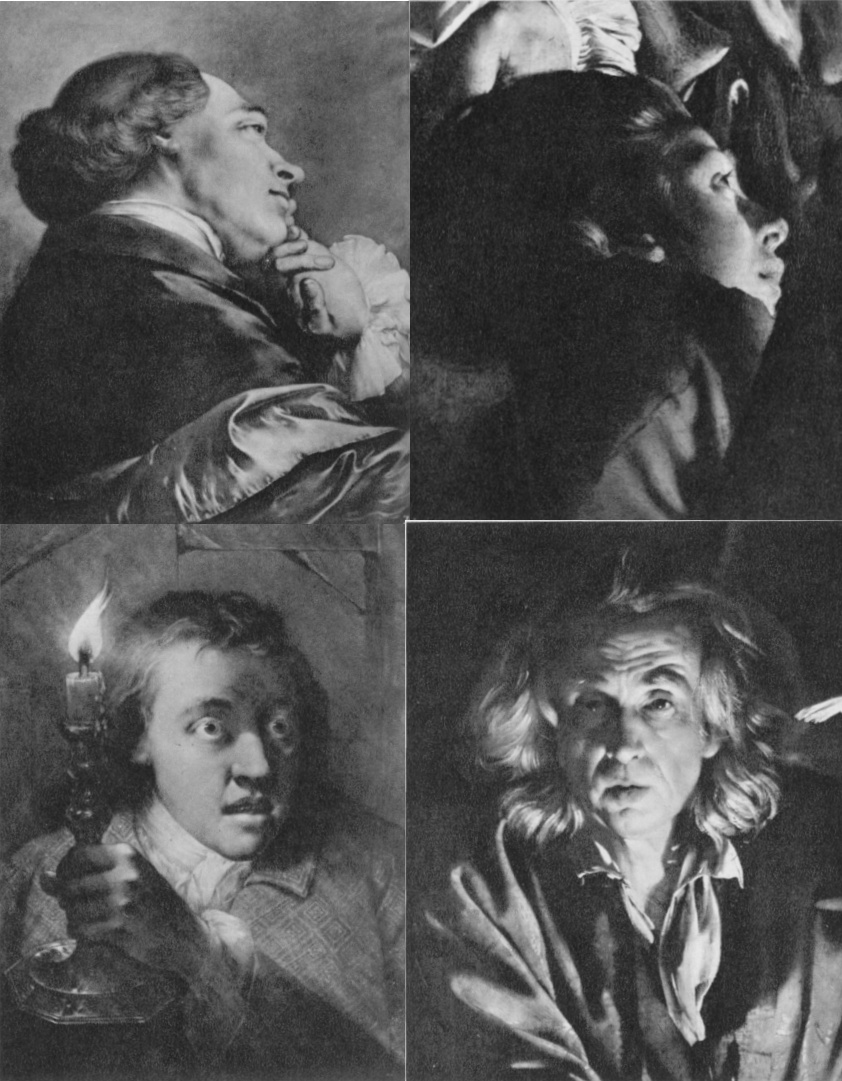
Figuras en mediatinta (izquierda) que se cree que inspiraron las de Wright (derecha).

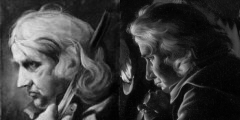
Dibujo a tiza de Frye (izquierda) fue obviamente la inspiración para este observador (derecha).

La poderosa fuente central de luz crea un efecto de claroscuro. Esa única luz da a la obra un gran realismo, en un estilo que recuerda a Caravaggio. Ha sido descrita como «tan brillante que sólo podía ser la luz de la revelación». La única fuente de luz está oscurecida detrás del bol sobre la mesa; aparece un poco del cristal de una lámpara a un lado, pero David Hockney ha sugerido que podría haber sulfuro en el propio recipiente, que sería la única fuente de luz, muy potente, más que la que podrían ofrecer una vela o una lámpara de aceite. En el estudio previo, se ve claramente un portavelas, y la llama se refleja en el bol. Hockney cree que muchos de los Antiguos maestros usaban equipos ópticos que les ayudaban en sus pinturas, y sugiere que Wright podía haber usado lentes para transferir la imagen al papel más que pintarla directamente al natural, pues cree que la forma de las sombras provocadas por la iluminación habrían sido demasiado complicadas para que Wright las captara con tanta precisión sin ayuda.
La Bomba de aire de Wright era inusual, en el sentido de que representaba arquetipos más que personas concretas. Se han sugerido varios modelos para las figuras. Los jóvenes amantes serían Thomas Coltman y Mary Barlow, amigos de Wright, a quien más tarde pintó en El señor y la señora Coltman después de su matrimonio en 1769; se ha sugerido que Erasmus Darwin sería el hombre que cronometraba el experimento, en la parte izquierda de la mesa, y John Warltire, a quien Darwin había invitado para que lo ayudase con algunos experimentos de bomba de aire en la vida real, personificaría al filósofo de la naturaleza; pero Wright nunca identificó a ninguno de los personajes o sugirió que estuvieran basados en personas reales. En El planetario, todos los personajes se han identificado excepto el filósofo, quien tiene cierta semejanza física con Isaac Newton pero difiere lo suficiente como para hacer imposible una identificación segura. Particularmente llamativo es el parecido entre la mediatinta de Frye titulada Retrato de un joven de 1760–1761 y la figura del chico con su cabeza ladeada mirando fijamente al pájaro. En 1977, Michael Wynne publicó uno de los dibujos a tiza de Frye de alrededor de 1760, Un viejo apoyándose en un bastón, que es tan parecido al espectador en primer plano a la derecha del cuadro de Wright que es imposible que Wright no lo haya visto. Hay otros rastros del estilo de Frye en el cuadro: incluso la figura del filósofo natural tiene elementos de la obra de Frye Figura con vela. Aunque Henry Fuseli más tarde también desarrollaría el estilo de la obra de Frye no hay ninguna evidencia de que haya pintado nada parecido hasta principios de la década de 1780. Así que, aunque ya había estado en Inglaterra al tiempo de la producción de la Bomba de aire, es poco probable que influyera en Wright.
Los cuadros científicos de Wright adoptaron elementos de la tradición de la pintura de historia, pero les faltaba la heroica acción central típica de ese género. Aun siendo innovadores, se consideraban que eran peculiaridades de Wright, cuyo estilo único ha sido explicado de muchas maneras. Se ha remarcado el estatus provinciano de Wright y sus relaciones con la Sociedad Lunar, así como su asociación íntima y simpatía por los avances de la Revolución industrial en vías de expansión. Otros críticos han destacado un deseo de capturar una instantánea de la sociedad de la época, en la tradición de William Hogarth, pero con una postura más neutral que carece de la mordaz sátira de la obra de Hogarth.

## Recepción
Los temas científicos de los cuadros de Wright de esta época pretendían atraer a los círculos científicos pudientes en los que se movía. Aunque nunca fue un miembro de la Sociedad Lunar, sí que tuvo una fuerte relación con ella; era un grupo de empresarios industriales, científicos e intelectuales, que se reunían regularmente en Birmingham entre 1765 y 1813: era amigo de los miembros John Whitehurst y Erasmus Darwin, así como Josiah Wedgwood, quien más tarde le encargó cuadros. La inclusión de la luna en la pintura era un saludo a sus reuniones mensuales, que se celebraban cuando la luna estaba llena. Como El planetario, Wright aparentemente pintó la Bomba de aire sin encargo previo, y el cuadro fue adquirido por el doctor Benjamin Bates, quien ya tenía el Gladiador de Wright. Se trataba de un médico de Aylesbury, patrón de las artes y hedonista; Bates era, además, un miembro recalcitrante del Club Hellfire quien, a pesar de sus excesos, vivió más de noventa años. El libro de cuentas de Wright muestra una serie de precios para el cuadro: Pd£200 se pone en un lugar y £210 en otro, pero Wright había escrito a Bates pidiendo £130, afirmando que el bajo precio «podría perjudicarme mucho en las ventas futuras de mis cuadros, y cuando te envíe un recibo por el dinero pondré una suma mayor». Si Bates alguna vez pagó el total es algo no documentado; Wright sólo apunta en su libro que recibió £30 en concepto de pago parcial. Wright expuso el cuadro en la exposición de la Society of Artists en 1763 y fue expuesto de nuevo ante Cristián VII de Dinamarca en septiembre del mismo año. Los espectadores observaron que era «inteligente y vigoroso», mientras Gustave Flaubert, que lo vio en una visita a Inglaterra, señaló su «naiveté et profondeur» (ingenuidad y profundidad). Era suficientemente popular para que Valentine Green grabara una mediatinta de él publicada el 24 de junio de 1769. El historiador de arte del siglo XX Ellis Waterhouse lo calificó como «una de las obras maestras enteramente originales del arte británico».
De Bates, el cuadro pasó a Walter Tyrell; otro miembro de la familia Tyrell, Edward, lo donó a la National Gallery de Londres en 1863. El cuadro se trnasfirió a la Tate Gallery en 1929 (aunque realmente estuvo en préstamo en el Museo y Galería de Arte de Derby entre 1912 y 1947). Fue prestado para exposiciones a la Galería Nacional de Arte de Washington D. C. en 1976 y al Museo Nacional de Bellas Artes de Estocolmo entre 1979 y 1980. Fue reclamado por la National Gallery de Londres en 1986.
La llamativa escena se ha usado como ilustración de portada de muchos libros sobre temas tanto artísticos como científicos. Incluso ha engendrado pastiches: la portada de The Science of Discworld, de Terry Pratchett, Ian Stewart y Jack Cohen, es un tributo a la pintura por el artista Paul Kidby, quien sustituye a los protagonistas del libro por las figuras de Wright. La obra de Shelagh Stephenson An Experiment with an Air Pump, inspirada por el cuadro, fue la ganadora conjunta del Premio Margaret Ramsay de 1997 y se estrenó en el Teatro Royal Exchange de Mánchester en 1998.